# Эритропоэтин
Эритропоэти́н (гемопоэтин) (тж. англ. erythropoietin, EPO) — один из гормонов почек (также секретируется в перисинусоидальных клетках печени), который контролирует эритропоэз, то есть образование красных кровяных клеток (эритроцитов). По химическому строению является гликопротеином. Используется как лекарственное средство. В спорте является допингом. Масса человеческой EPO ~ 34 кДа.
Экзогенный эритропоэтин вырабатывается при помощи молекулярного клонирования в клеточной культуре.

## История открытия
В 1905 году Поль Карно, профессор медицины в Париже, и его помощница, Клотильда Дефляндр предположили, что производство красных кровяных телец регулируют гормоны. После проведения экспериментов на кроликах, которые были подвергнуты кровопусканию, Карно и Дефляндр обнаружили увеличение в эритроцитах у кроликов гематропного фактора, который называется гемопоэтином. Ева Бонсдорф и Ева Джалависто продолжили изучать производство красных клеток и позже назвали гемотропное вещество эритропоэтином. Дальнейшие исследования К. Р. Рейсмана и Аллана Дж. Эрслева о существовании ЕРО показали, что в крови циркулирует некая субстанция, способная стимулировать выработку красных кровяных клеток и увеличение гематокрита. Это вещество было, наконец, очищено, и было подтверждено, что это эритропоэтин, что открывало новые возможности для использования EPO при таких заболеваниях, как анемия.
Гематолог Джон Адамсон и нефролог Джозеф У. Эшбах наблюдали за различными формами почечной недостаточности и ролью естественного гормона EPO в формировании красных кровяных клеток. Изучая овец и других животных, в 1970-е годы двое ученых установили, что эритропоэтин стимулирует выработку эритроцитов в костном мозге и может привести к лечению анемии у людей. В 1968 году Гольдвасер и Кунг начали работу по очищению ЕРО человека. К 1977 году им удалось добиться того, что даже очень малое количество вещества порядка миллиграмов могло быть очищено до девяностопятипроцентной чистоты. Чистый ЕРО позволяет идентифицировать последовательность аминокислот и изолировать ген. Позже финансируемый NIH исследователь в Колумбийском университете открыл способ синтезирования эритропоэтина. Колумбийский университет запатентовал технику, лицензию получила компания Amgen (американская многонациональная биофармацевтическая компания). Начались споры за справедливое распределение наград, ведь работу Amgen финансировал NIH, а работу Гольдвассера никто не финансировал.
В 1980 году Адамсон, Джозеф В. Эшбах, Джоан С. Эгри, Майкл Р. Даунинг и Джеффри К. Броун провели клиническое испытание в Northwest Kidney Centers с искусственной формы гормона эпогена (эпоэтин альфа), производённого в Amgen. Опыт прошёл успешно, и результаты были опубликованы в New England Journal of Medicine в январе 1987 года.
В 1985 году Лин с соавторами выделили ген эритропоэтина человека из геномной библиотеки фага и смогли охарактеризовать его для исследований и производства. Их исследования показали, что ген эритропоэтина кодирует производство EPO в клетках млекопитающих, которое биологически активно в живом организме и в искусственной среде. Промышленное производство рекомбинантного человеческого эритропоэтина (RhEpo) для лечения пациентов с анемией началось вскоре после этого.
В 1989 году US Food and Drug Administration разрешило применять в клинической практике эпоген, который используется и по сей день.

## Физиологическая роль
Эритропоэтин — физиологический стимулятор эритропоэза. Секретируется в почках и в перисинусоидальных клетках печени. Производство эритропоэтина печенью преобладает в эмбриональный и перинатальный периоды, в то время как почечная секреция преобладает в течение зрелого возраста. Он активирует митоз и созревание эритроцитов из клеток-предшественников эритроцитарного ряда. Секреция эритропоэтина почками усиливается при кровопотере, различных анемических состояниях (железо-, фолат- и B12-дефицитных анемиях, анемиях, связанных с поражениями костного мозга и др.), при ишемии почек (например, при травматическом шоке), при гипоксических состояниях.
Секреция эритропоэтина почками также усиливается под влиянием глюкокортикоидов, что служит одним из механизмов быстрого повышения уровня гемоглобина и кислород-снабжающей способности крови при стрессовых состояниях. Уровень гемоглобина и количество эритроцитов в крови повышаются уже через несколько часов после введения экзогенного эритропоэтина.
Эритропоэтин вызывает усиленное потребление костным мозгом железа, меди, витамина B12 и фолатов, которое приводит к снижению уровней железа, меди и витамина B12 в плазме крови, а также снижению уровней транспортных белков — ферритина и транскобаламина.
Эритропоэтин повышает системное артериальное давление. Он также увеличивает вязкость крови за счёт увеличения соотношения эритроцитарной массы к плазме крови.

## Механизм образования эритропоэтина
Определяющим в образовании эритропоэтина является кислородный режим в целом организме и в частности почек. Структурной основой для выполнения этой функции является гемсодержащий белок — цитохром. Оксиформа этого белка тормозит выработку HIF-1 (индуцируемый гипоксией фактор), что происходит при снижении давления в почках от 40 до 20 мм рт. ст.
Восстановленная форма приводит к нарастанию активности HIF-1, вследствие чего развивается экспрессия эритропоэтина.
Через активацию ферментов (фосфолипазы, которая увеличивает активность простагландинов) происходит стимуляция выработки эритропоэтина.

## Механизм действия
Было показано, что эритропоэтин воздействует на клетки-мишени путём связывания с рецептором эритропоэтина (EpoR).
Эритропоэтин высоко гликозилирован (40 % от общего молекулярного веса); период полураспада в крови около пяти часов. Период полураспада может варьироваться у эндогенных и различных рекомбинантных форм.
ЕРО связывается с рецептором эритропоэтина на поверхности клеток-предшественников и активирует JAK2 сигнальный каскад.
Высокоактивное проявление рецептора эритропоэтина определяет местонахождение эритроидных клеток-предшественников.
Клетки-предшественники обладают высоким уровнем восприимчивости к эритропоэтину. Хотя есть сведения, что рецепторы эритропоэтина находятся в ряде других тканей (в сердце, в мышцах, в почках, в нервной ткани), достоверность результатов этих исследований искажается за счет наличия антител (anti-EpoR). Эксперименты, проводимые в контролируемых условиях, не подтвердили наличия рецептора в этих тканях. В крови, эритроциты сами не реагируют на рецептор эритропоэтина. Тем не менее, была найдена косвенная зависимость продолжительности жизни эритроцитов в крови от уровня эритропоэтина в плазме крови.

## Лекарственное средство
Рекомбинантный эритропоэтин альфа широко используется для коррекции анемий при различных заболеваниях:
- Хроническая почечная недостаточность (диализные и предиализные пациенты)
- Онкологические заболевания (цитостатическая терапия)
- Хронические воспалительные заболевания кишечника (болезнь Крона, язвенный колит)
- Трансплантация органов и тканей
- СПИД (терапия ВИЧ-инфекции зидовудином)
- Аутодонорство
- Пред- и послеоперационный период без аутодонорства
- Анемия при хронических воспалительных заболеваниях
- Анемия у ослабленных пациентов (пожилые люди, недоношенные дети, обожжённые и т. д.)
- Отказ от трансфузий аллогенных гемокомпонентов

Применяется под контролем врача. Введение — внутривенно и подкожно. Целью терапии является достижение уровня гематокрита 30—35 % и гемоглобина 110—125 г/л. Эти показатели крови необходимо контролировать раз в неделю. Дозу препарата увеличивать не чаще, чем 1 раз в 14—30 дней, при этом максимальная доза не должна превышать 900 МЕ/кг/неделю (300 МЕ/кг 3 раза в неделю). После достижения целевого уровня гемоглобина, дозу снижают. При применении данного препарата через 2 месяца приёма может обнаруживаться недостаток железа, фолиевой кислоты и витамина В12 (корригируется медикаментозно). Необходим контроль артериального давления.
Сообщается о применении препаратов эритропоэтина при подготовке к проведению операций на органах пищеварительного тракта без применения компонентов донорской крови.

## Допинг
Эритропоэтин нелегально применяется в качестве стимулятора (допинг) в некоторых видах спорта (велоспорт, скачки, бокс, бег, спортивная ходьба, беговые лыжи, биатлон, триатлон и другие). Возможность мышц выдерживать упражнения на выносливость зависит от подачи кислорода. Поэтому основная причина, по которой спортсмены используют этот стимулятор — улучшение доставки кислорода к мышцам.
В результате применения эритропоэтина известный американский велогонщик Лэнс Армстронг в 2012 году был пожизненно дисквалифицирован за применение допинга и лишён всех титулов начиная с 1998 года. Американское антидопинговое агентство (USADA) в октябре 2012 года опубликовало более чем 200-страничный доклад, подробно объясняющий схемы обмана допинг-тестов и применение эритропоэтина и не только. Помимо этого, в докладе указывается, что Лэнс Армстронг являлся ещё и распространителем допинг-препаратов среди его коллег.